# Phalaenopsis micholitzii
Phalaenopsis micholitzii — епіфітна трав'яниста рослина родини орхідні. Вид не має усталеної української назви, в україномовних джерелах використовується наукова назва Phalaenopsis micholitzii.

## Синоніми
- Polychilos micholitzii (Rolfe) P. S. Shim 1982

## Біологічний опис
Мініатюрний моноподіальний епіфіт.
Коріння довге, добре розвинене.
Стебло укорочене, приховане основами листя.
Листя довгасто-овальне, завдовжки до 16 см, завширшки — до 6 см.
Квітконіс багаторічний, короткий, довжиною до 5 см, несе 1-3 квітки. Добре розвинені рослини утворюють відразу по кілька квітконосів. Нові квітки розпускаються після в'янення попередніх.
Квіти діаметром до 6 см, воскові, слабоароматні. Тривалість життя квітки — до трьох тижнів. Пелюстки білі або кремові, часто з широкою ніжно-зеленкуватою облямівкою, губа біла з оранжевою плямою на жовтому тлі. Форма квітки часто неправильна, пелюстки нерівні, довільно вигнуті.

## Ареал, екологічні особливості
Ендемік Філіппін. Цей вид знайдено лише на двох островах: Лусон (провінція Камарінес Сур) і Мінданао (провінція Замбоанга). 
 На стовбурах і гілках дерев в лісах на висотах до 400 метрів над рівнем моря. Цвіте восени. 
 Ліси в цих районах не охороняються і схильні до антропогенного впливу (заготівля лісу, підсічно-вогнева технологія сільського господарства та розширення поселень). 

Вид перебуває на межі вимирання і записаний у Міжнародну Червону книгу. Належить до числа видів, що охороняються (II додаток CITES).
У місцях природного зростання фактично немає сезонних температурних коливань. Цілий рік денна температура 28-33°С, нічна 18-23°С. Відносна вологість повітря — 75-90 %.
Сухий сезон — з грудня по травень (середньомісячна кількість опадів 10-50 мм).

## Історія опису
Рослину названо на честь її першовідкривача, німецького збирача орхідей Вільгельма Міхоліца (Wilhelm Micholitz) (1854—1932рр). Міхоліц працював на садівничу фірму Зандера. У 1889 р. Зандер ввів Phalaenopsis micholitzii в культуру.
За якийсь час рослини надіслано для опису ботанікові Генріхові Ґуставу Райхенбаху, який того ж року помер. За заповітом ученого, гербарій засекретили на 25 років. Тому перший офіційний опис виду з'явився в 1890 р. і належав іншому науковцеві — Рольфу. Після розсекречення архіву та гербарію Райхенбаха описи, які зробив Рольф, скориговано і доповнено.
Ім'я Вільгельма Міхоліца мають багато видів рослин, без згадки про цього ботаніка не обходиться жодна серйозна праця про родини орхідних. Його життю та роботі присвячено багато літератури. Його найважливіші подорожі: Філіппіни (1884—1885 рр.), острови Ару (1890 р.), Молуккські острови (1891 р.), Папуа Нова Гвінея і Суматра (1891—1892 рр.), острови Амбон і Натуна (1892—1898 рр.), Бірма і Південна Америка (1900 р).

## У культурі
У культурі рідкісний, вважається складним, відзначається досить повільним ростом.
Температурна група — тепла. Для нормального цвітіння обов'язковий перепад температур «день/ніч» в 5—8°С.
Вимоги до світла: 800—1200 FC, 8608—12912 lx.
Квітконоси багаторічні, обрізають їх тільки після природного всихання. У культурі квітне в будь-який час року.
Загальна інформація про агротехніку — див. у статті Фаленопсис.
У гібридизації використовується не часто.

## Первиннігібриди
- Angdi Kolopaking — venosa х micholitzii (Atmo Kolopaking) 1986
- Brother Trekkie — floresensis х micholitzii (Brothers Orchid Nursery) 2000
- Formosa Star — micholitzii х amabilis (Morris Young) 1991
- Gelblieber — amboinensis х micholitzii (T. Brown (Atmo Kolopaking)) 1984
- Gladys Fang — floresensis х micholitzii (R. Ang) 2004
- Green Valley — fimbriata х micholitzii (Fredk. L. Thornton) 1972
- Inscript-Micholitz —inscriptiosinensis х micholitzii (Peter Lin) 2004
- Jason Scott — micholitzii х modesta (Mr / Mrs Greg & Irma Scott) 1989
- Joy Micholitz-Ludde — micholitzii х lueddemanniana (Peter Lin (Wu)) 2007
- Margie Lane — mannii х micholitzii (Fredk. L. Thornton) 1970
- Micholart — stuartiana х micholitzii (Dr Henry M Wallbrunn) 1970
- Mickey's Java — micholitzii х javanica (Sky Island Orchids) 1993
- Miracle Gift — micholitzii х gibbosa (Hou Tse Liu) 1999
- Penang Violacea — violacea х micholitzii (Ooi Leng Sun Orchid Nursery & L) 1987
- Pepin — gigantea х micholitzii (T. Brown (Atmo Kolopaking)) 1984
- Professor Rubinia — lindenii х micholitzii (Atmo Kolopaking) 1985
- Selene — maculata х micholitzii (Dr Henry M Wallbrunn) 1984
- Sumitz — sumatrana х micholitzii (Dr Henry M Wallbrunn) 1973
- Tarlac Bellina — micholitzii х bellina (Cesario Gene Tobia) 2003
- Tzu Chiang Tetralitz — tetraspis х micholitzii (Tzu Chiang Orchids) 2000